# Anthurium cupulispathum
Anthurium cupulispathum là một loài thực vật có hoa trong họ Ráy (Araceae). Loài này được Croat & J.Rodr.Salvador miêu tả khoa học đầu tiên năm 1995 publ. 1996.

## Hình ảnh

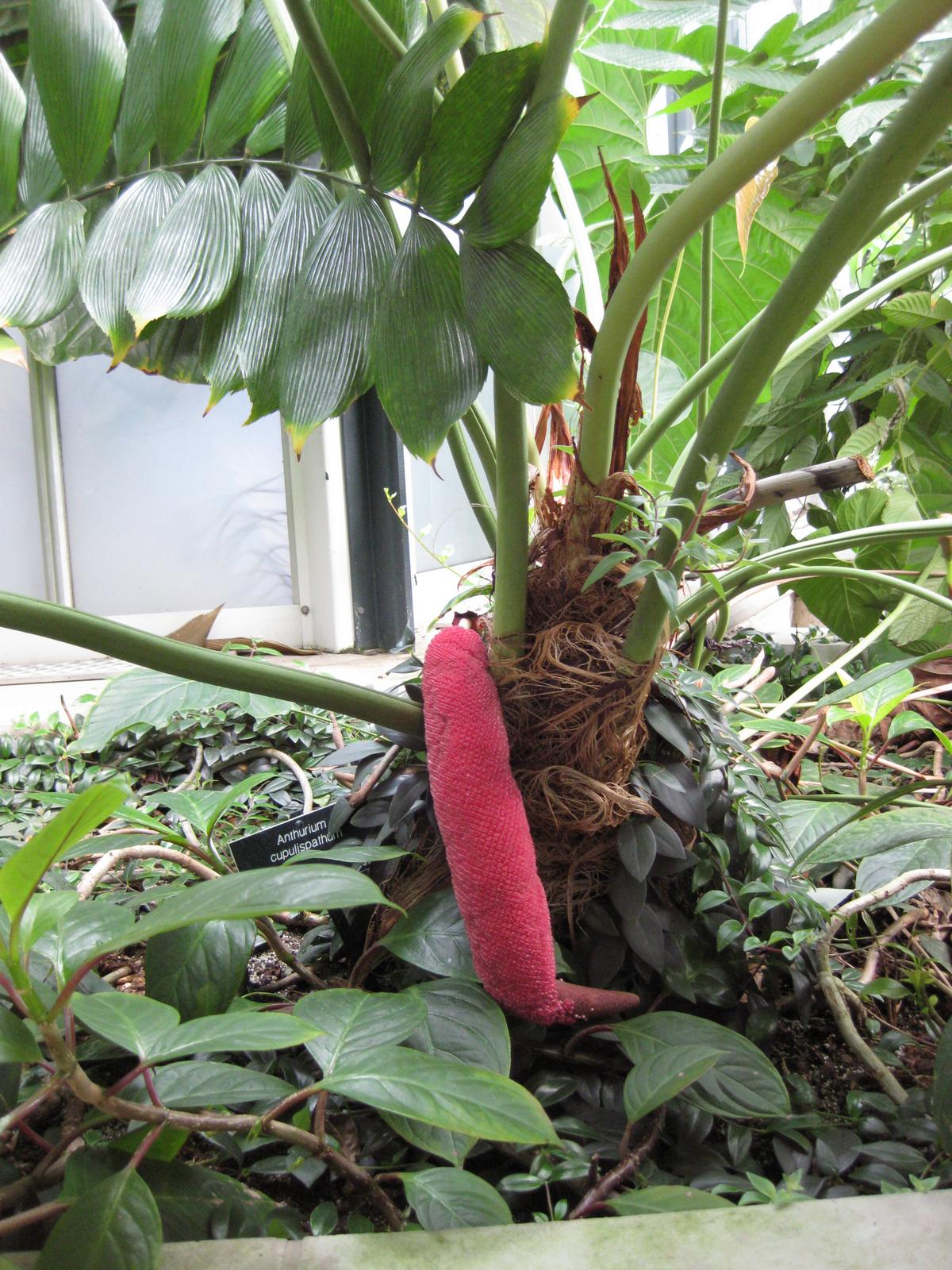
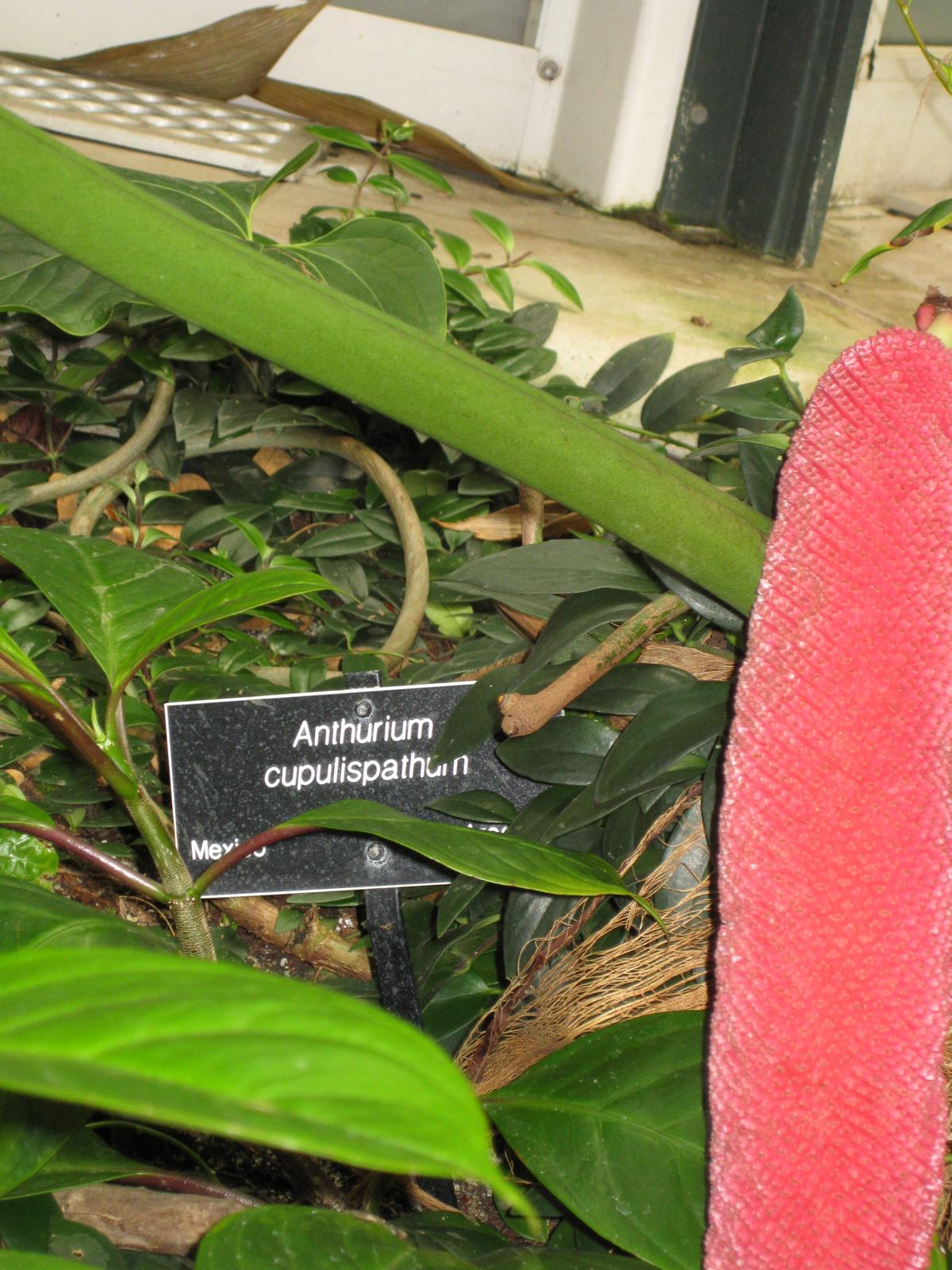